# Guerrera

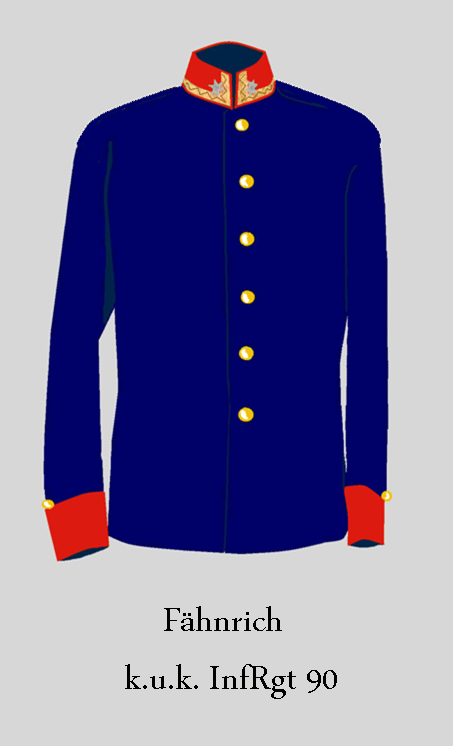
Guerrera austrohongaresa, darrer quart del segle XIX

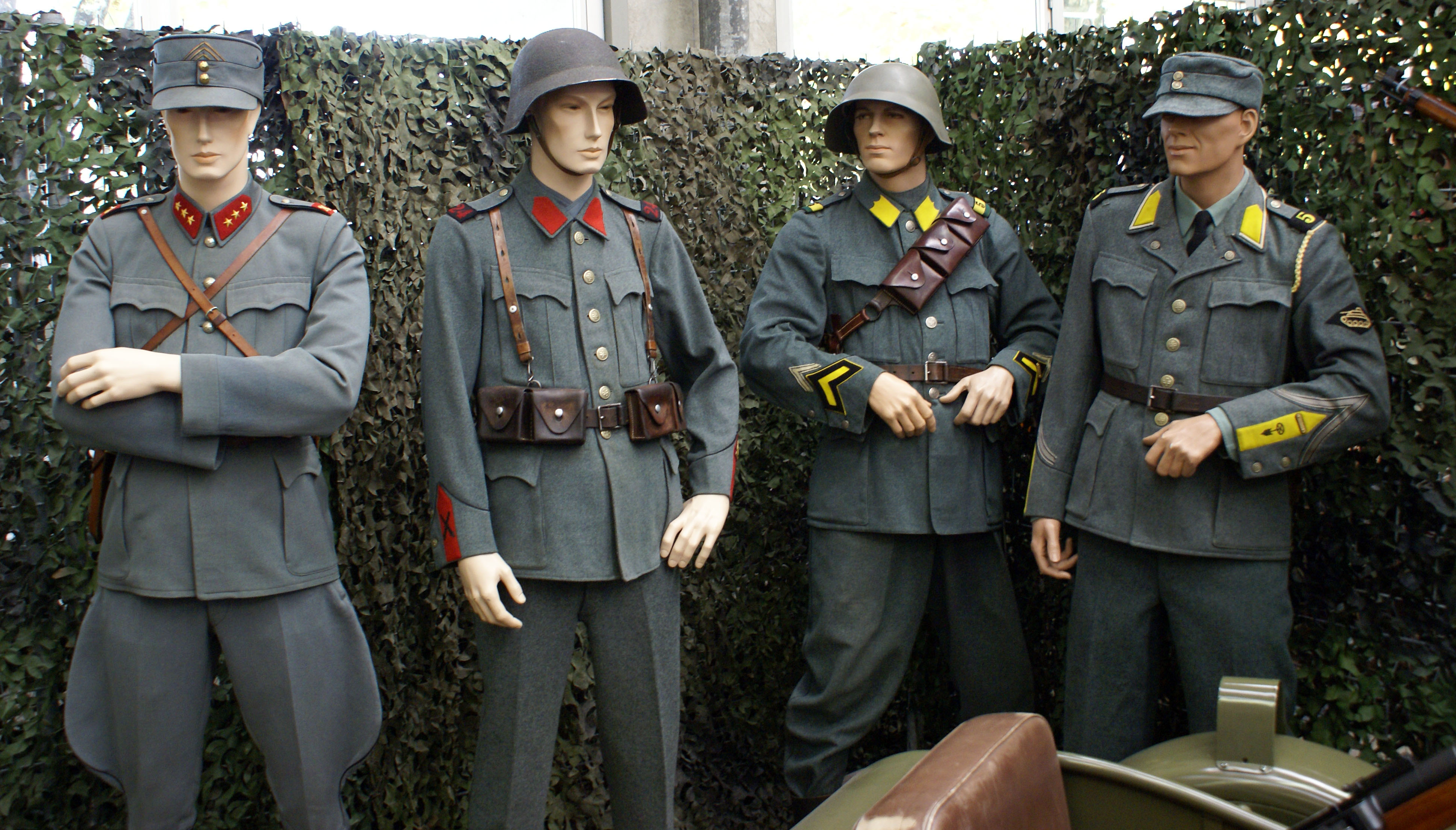
Guerreres suïsses dels anys trenta i quaranta, prou representatives dels tipus usats internacionalment durant la primera meitat del segle XX

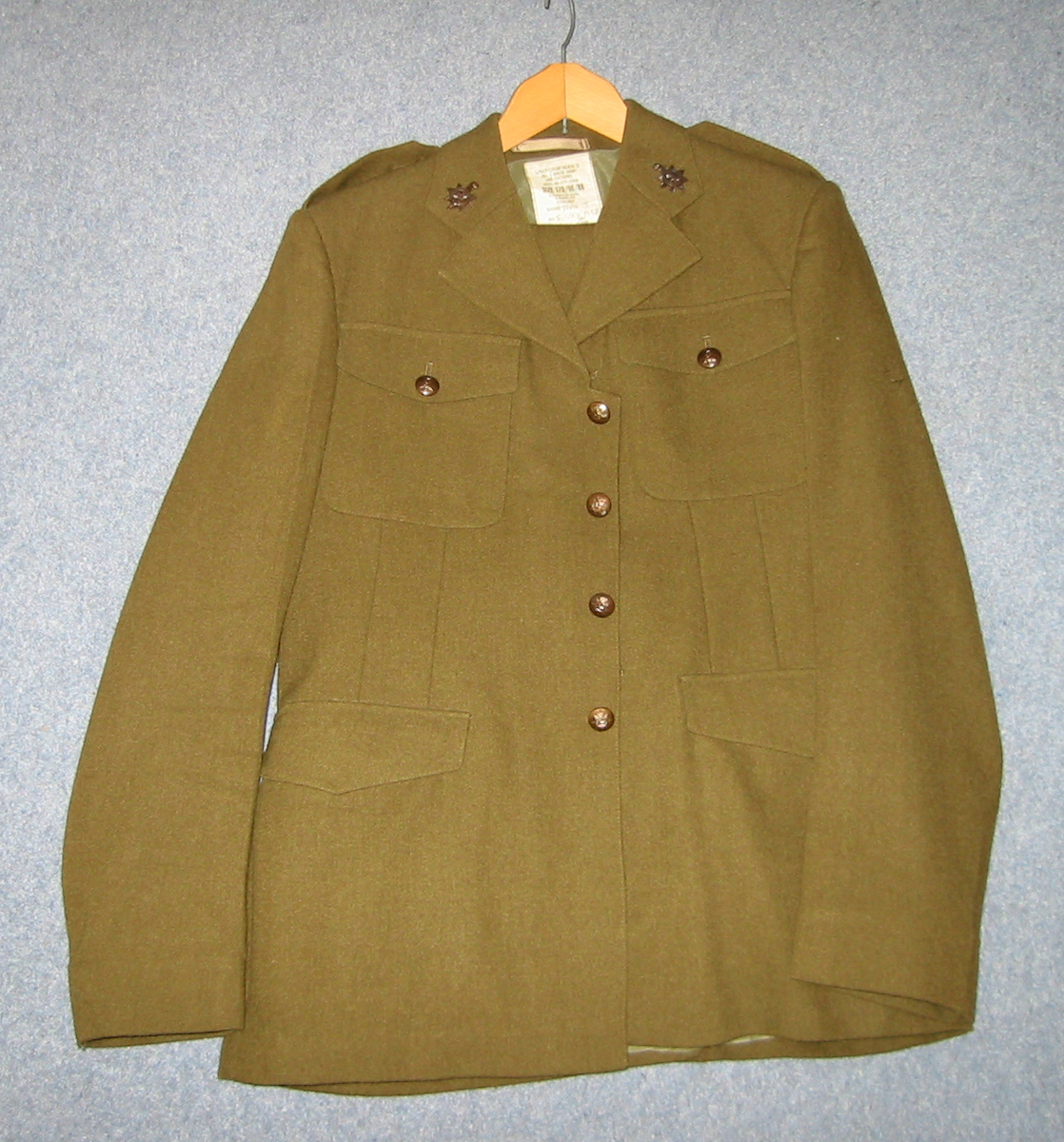
Guerrera britànica actual, amb l'emblema al coll de la solapa

La guerrera és una jaqueta militar amb faldons drets i no gaire llargs, i cordada fins al coll quan no duu solapes; la màniga pot ésser de terminació simple o bé dur puny girat. Es corda pel sistema habitual de botons i traus, amb botonadura que pot ser vista, o bé amagada per tapeta; és més rar l'ús de gafets (encara que s'emprin per a tancar el coll dret o girat). La guerrera constitueix la versió militar de la jaqueta o americana civil coetània.
El terme català guerrera equival a l'espanyol guerrera; al francès tunique, vareuse i (a voltes) veste; a l'italià tunica i giubba; al portuguès casaco i dólman (túnica al Brasil); al romanès tunică (que també significa 'túnica') i veston; a l'anglès tunic (que també significa 'túnica'); a l'alemany Waffenrock; al rus kítel (китель) --a voltes frentx (френч)--; etc., etc.
La guerrera sorgí a mitjan segle xix, en substitució de la casaca; de fet, era una adaptació militar del nou tipus de jaqueta de faldons rectes que de feia dècades havia substituït la casaca en la vida civil. Els primers models sovint duien faldons bastant llargs, és a dir, prenien forma de levita. En concret, la guerrera fou adoptada per l'exèrcit prussià el 1842; pel sardopiemontès el 1843; pel francès el 1845; per l'austríac el 1849; per l'estatunidenc el 1851; pel britànic el 1854; pel rus el 1855; per l'espanyol i el portuguès el 1856; etc.
D'ençà la seva aparició, la guerrera ha estat la peça de vestimenta superior essencial de la majoria d'exèrcits, per a tots els graus (en combinació amb la caçadora, a partir de la dècada de 1940, i de la jaqueta de campanya, posteriorment).
L'evolució tipològica de la guerrera ha estat la següent, a grans trets:
- Durant la segona meitat del segle xix la guerrera era de coll dret, i la creuada era tan habitual com la recta; sovint els punys eren girats i duien els ornaments heretats de la casaca. Usualment es tancava amb força botons (element característic de l'època també en la roba civil). Era força habitual que manqués de butxaques. Incorporà muscleres en el darrer quart del segle, a mesura que s'eliminaren les tradicionals xarreteres, impràctiques i pesants.
- Durant la primera meitat del segle xx la forma més habitual de guerrera era tancada, de coll girat i amb butxaques almenys pectorals; el puny girat tendí a rarificar-se; el nombre de botons es reduí dràsticament, a la manera actual.
- A partir de la segona meitat del segle XX la guerrera generalment és de solapes i duta amb camisa i corbata.[7]

En la segona postguerra mundial, la guerrera fou desplaçada de caserna i campanya per la caçadora militar de tipus britànico-estatunidenc (o per la jaqueta de campanya, als EUA i en alguns altres casos). Entre finals dels anys cinquanta i inicis dels seixanta, aqueixa caçadora adquirí faldons i esdevingué la jaqueta de campanya (de coll girat o de solapes, i força sovint amb punys aplicats) generalitzada de llavors ençà com a peça superior dels uniformes de diari i campanya en la majoria d'exèrcits del món. Des de mitjan segle xx, doncs, la guerrera de tipus més tradicional s'ha circumscrit a passeig i gala; per norma general, avui, com dèiem més amunt, és de solapes i es combina amb camisa i corbata per a tots els graus.
Pel que fa a la caiguda, la guerrera, en principi, és entallada, cosa que es considera necessària per comoditat, llibertat de moviments i, fins i tot, per estètica, atès que han de cenyir-la el cinturó i les cingles. Tradicionalment les guerreres tendien a ésser molt entallades, a voltes fins a la incomoditat. Des de mitjan segle XX l'entallament de la guerrera sol ésser lleuger, i és un patró que es conserva encara, tot i que, havent esdevingut peça de passeig i gala, avui acostuma de dur-se sense cinturó. L'entallament permet que la guerrera conservi el mateix tipus de caiguda (remarcant els faldons) que presentava quan es duia amb cinturó.
Durant força temps, la gran excepció a la universalitat de la guerrera fou la tropa soviètica, que en comptes de guerrera usava la tradicional guimnastiorka (гимнастёрка) russa, una brusa llarga i tancada (es posava passant-la pel cap), generalment amb coll dret i sense muscleres. La guerrera pròpiament dita, generalment recta, hi era pròpia de l'oficialitat. Al principi fou de coll girat. El 1943, amb la restauració dels usos uniformològics pre-revolucionaris, passà al coll dret i incorporà pales per tal d'acollir les divises filotsaristes. Del 1955 ençà la guerrera de passeig i gala era de solapes, mentre que la de diari i campanya romangué de coll dret fins a readoptar el girat el 1970. Entre la tropa, la guimnastiorka no seria desplaçada per la guerrera (de coll girat per a diari i campanya, de solapes per a sortida i gala, i sempre amb pales afegides) fins al 1970, ben tardanament.